# 第4回全日本女子サッカー選手権大会
第4回全日本女子サッカー選手権大会（だい4かいぜんにほんじょしさっかーせんしゅけんたいかい）は、1983年3月19日から3月21日まで開催された全日本女子サッカー選手権大会。この大会で初めて、北海道から九州までの各地域からチームが出場し、名実ともに「全日本大会」となった。また2大会ぶりに三菱養和会巣鴨グラウンドで開催されたが、これを最後にこの大会の原点である同グラウンドでの開催がなくなった。
試合が30分ハーフに、参加チーム数は前年より4チーム増の12チームとなり、シード権を獲得した4チームが順当に勝利。
2大会ぶりに決勝進出したFCジンナンを降した清水第八スポーツクラブが3連覇を成し遂げ、木岡二葉（清水第八スポーツクラブ）が最優秀選手を受賞。またこの大会では3位決定戦も行われ、高槻女子フットボールクラブ
がFC小平（新光精工FCクレールの前身）を降し、3年連続で3位となった。

## 成績
- 優勝：清水第八スポーツクラブ
- 準優勝：FCジンナン
- 第3位：高槻女子フットボールクラブ
- 第4位：FC小平

## 出場チーム

### 北海道地域
- モルテンHABATAKE

### 東北地域
- 千葉学園

### 関東地域
- FCジンナン（シード）
- FC小平（シード）
- FC PAF

### 東海・北信越地域
- 清水第八スポーツクラブ（シード）
- 清水FCママ

### 関西地域
- 高槻女子フットボールクラブ（シード）
- 神戸FCレディース
- 西山高校クラブ

### 四国地域
- IMOサッカークラブ

### 中国・九州地域
- 広島大河FCレディース

## 開催方式

### 試合規定
- 使用するボール:4号球
- 試合時間:60分（30分ハーフ）
- 規定時間内に決しない場合:PK戦。

### 試合会場
1回戦・準々決勝
- 三菱養和会巣鴨グラウンド
- 三菱重工調布グラウンド

準決勝・決勝
- 国立西が丘サッカー場

## 結果

### 1回戦
| 1983年3月19日 10:00 |

| IMOサッカークラブ | 0 - 2 | 清水FCママ |
|                   |       |            |

| 三菱養和会巣鴨グラウンド |

| 1983年3月19日 11:30 |

| 千葉学園 | 0 - 5 | FC PAF |
|          |       |        |

| 三菱養和会巣鴨グラウンド |

| 1983年3月19日 10:00 |

| 西山高校クラブ | 4 - 0 | モルテンHABATAKE |
|                |       |                  |

| 三菱重工調布グラウンド |

| 1983年3月19日 11:30 |

| 神戸FCレディース | 10 - 0 | 広島大河FCレディース |
|                  |        |                      |

| 三菱重工調布グラウンド |

### 準々決勝
| 1983年3月19日 14:00 |

| FCジンナン | 6 - 0 | 清水FCママ |
|            |       |            |

| 三菱養和会巣鴨グラウンド |

| 1983年3月19日 15:30 |

| 高槻女子フットボールクラブ | 2 - 0 | FC PAF |
|                            |       |        |

| 三菱養和会巣鴨グラウンド |

| 1983年3月19日 14:00 |

| 西山高校クラブ | 1 - 1 | FC小平 |
|                |       |        |
|                | PK戦  |        |
|                | 0 - 2 |        |

| 三菱重工調布グラウンド |

| 1983年3月19日 15:30 |

| 神戸FCレディース | 0 - 4 | 清水第八スポーツクラブ |
|                  |       |                        |

| 三菱重工調布グラウンド |

### 準決勝
| 1983年3月20日 13:00 |

| FCジンナン | 1 - 0 | 高槻女子フットボールクラブ |
|            |       |                            |

| 国立西が丘サッカー場 |

| 1983年3月20日 15:00 |

| FC小平 | 0 - 6 | 清水第八スポーツクラブ |
|        |       |                        |

| 国立西が丘サッカー場 |

### 3位決定戦
| 1983年3月21日 13:00 |

| 高槻女子フットボールクラブ | 1 - 0 | FC小平 |
|                            |       |        |

| 国立西が丘サッカー場 |

### 決勝
| 1983年3月21日 15:00 |

| FCジンナン | 0 - 6 | 清水第八スポーツクラブ |
|            |       |                        |

| 国立西が丘サッカー場 |